# Stillingia bicarpellaris
Stillingia bicarpellaris là một loài thực vật có hoa trong họ Đại kích. Loài này được S.Watson miêu tả khoa học đầu tiên năm 1886.